# بازرس فروشگاه
بازرس فروشگاه (به انگلیسی: The Floorwalker) فیلمی کوتاه و صامت، به کارگردانی چارلی چاپلین با بازی چارلی چاپلین، اریک کمبل، ادنا پرواینس و تولید سال ۱۹۱۶ می‌باشد. همچنین اولین فیلم چاپلین که در آن پله‌برقی نمایش داده می‌شود.